# 앨런 아버스
앨런 아버스(Allan Arbus, 1918년 2월 15일 ~ 2013년 4월 19일)는 미국의 사진가, 배우이다.
1918년 뉴욕에서 태어났으며, 1940년대에 미국 육군에 입대해 사진병으로 활동하였다. 이후 1946년 군 복무를 마치고 다이안 아버스와 결혼한 뒤 맨해튼에서 사진 광고업을 벌였으며, 1969년 이혼한 뒤 캘리포니아주로 거처를 옮겨 배우 경력을 시작하였다. 그 뒤 2013년 로스앤젤레스에서 사망했으며, 사인은 울혈성 심부전이다.

## 출연 작품
- 리버맨 인 러브 (1995년)
- 신부님 참으세요 (1991년)
- 십자로 (1986년)
- 정글의 플레이보이 (1985년)
- 신부님 신부님 우리 신부님 (1984년)
- 더 라스트 메리드 커플 인 아메리카 (1980년)
- 아메리카슨 (1979년)
- 일렉트릭 호스맨 (1979년)
- 오멘 2 (1978년)
- 엔터베 특공 작전 (1977년)
- 어느 코미디언의 눈물 (1976년)
- 스크림, 프리티 페기 (1973, Scream, Pretty Peggy)
- 더 영 너즈 (1973년)
- 신데렐라 리버티 (1973년)
- 코피 (1973년)
- 시스코 파이크 (1972년)

### 텔레비전
- 매시 (1973-83)
- In the Heat of the Night (1992-93)
- 저징 에이미 (1999)